# Staré rameno Labe u dvora Josefov
Staré rameno Labe u dvora Josefov je mrtvé rameno Labe sestávající ze dvou vodních ploch o rozloze 2,0 ha jezero I a 1,0 ha jezero II (měřeno od dvora Josefov) nalézajících se asi 200 m jihozápadně od dvora Josefov v okrese Pardubice. Rameno je pozůstatkem starého ramene řeky Labe vzniklého po provedení regulace Labe v 20. letech 20. století. Rameno je využíváno pro sportovní rybolov a slouží též jako významné lokální biocentrum pro rozmnožování obojživelníků.

## Galerie

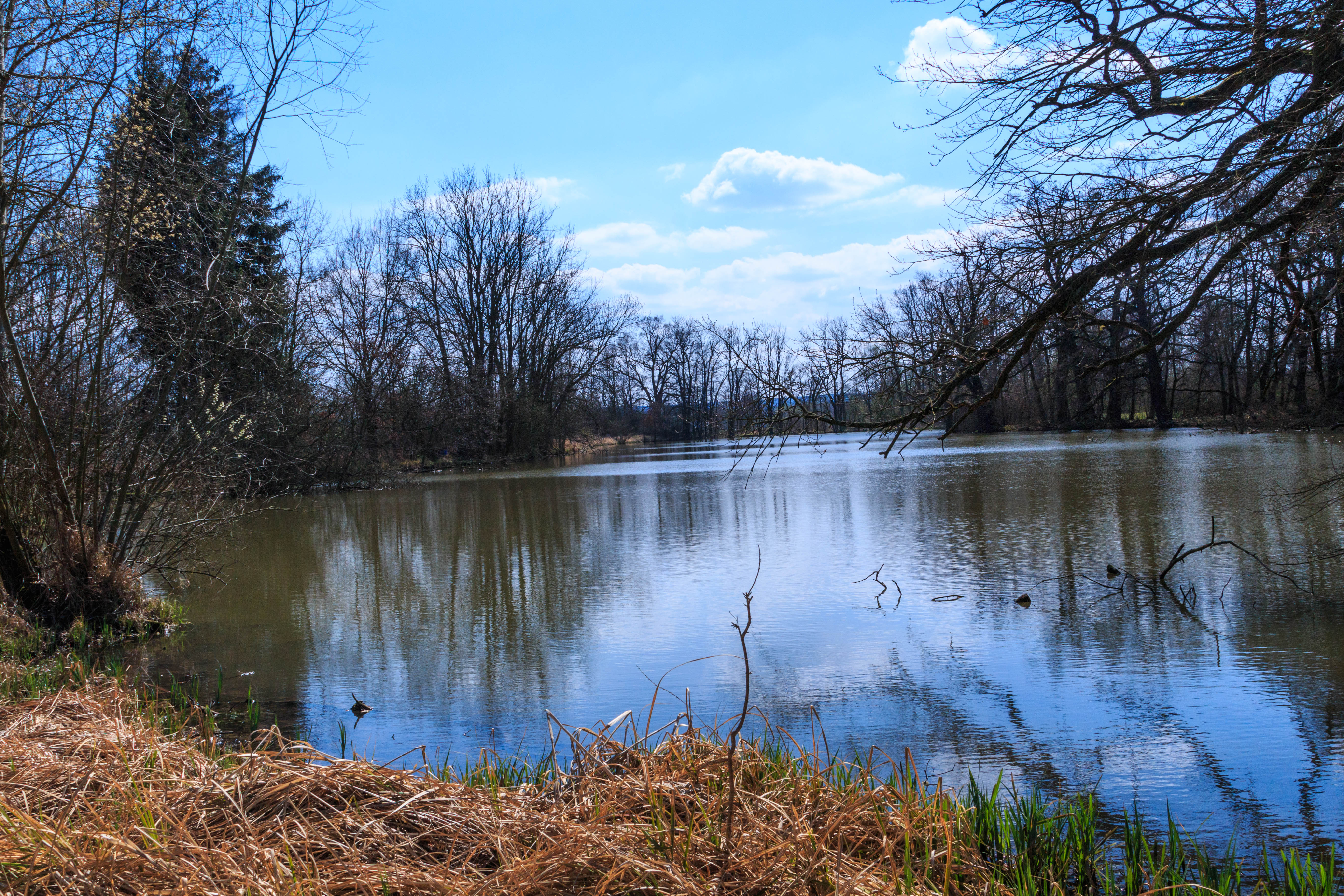
Pohled na staré rameno Labe u dvora Josefov
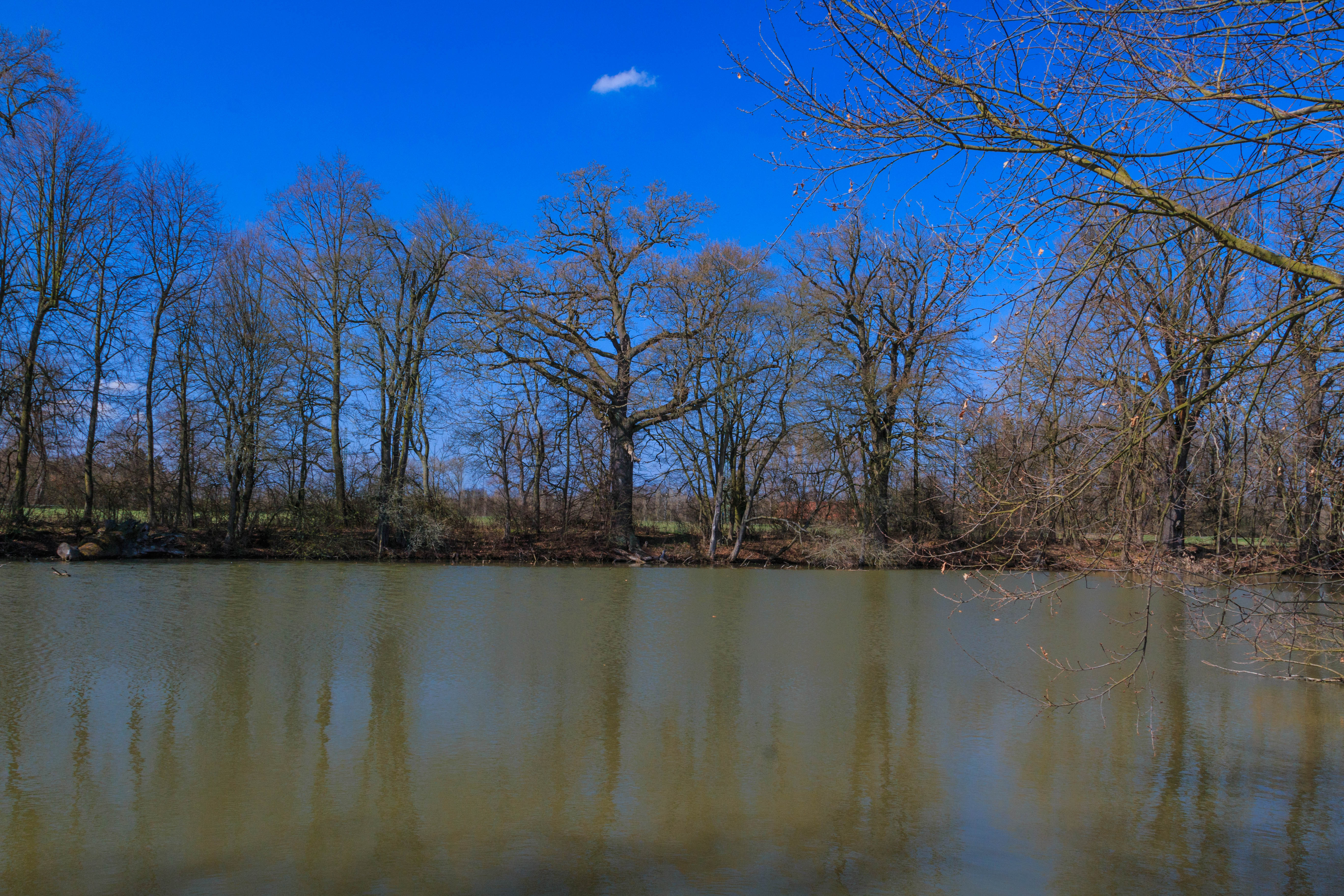
Pohled na staré rameno Labe u dvora Josefov
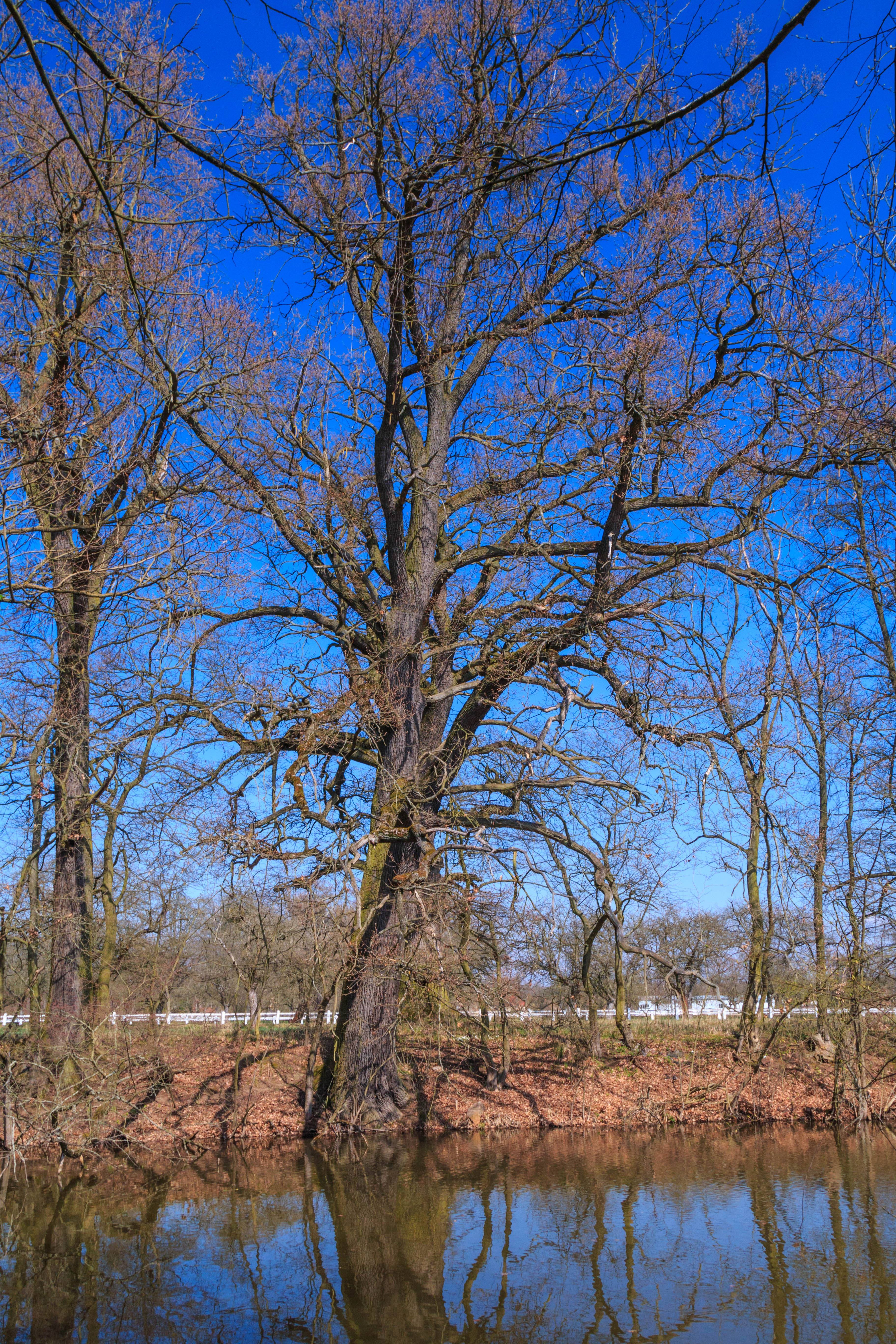
Pohled na staré rameno Labe u dvora Josefov
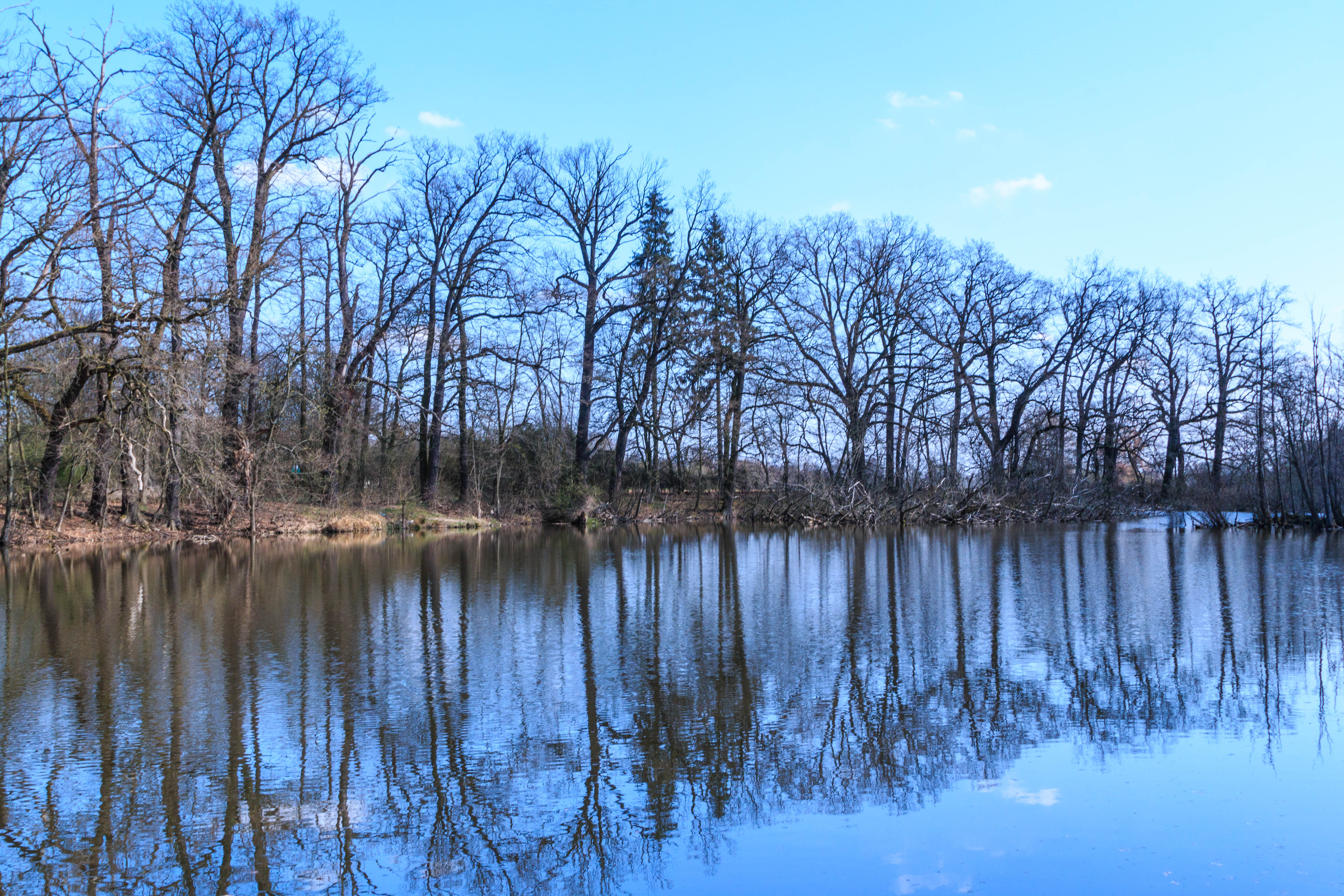
Pohled na staré rameno Labe u dvora Josefov